# Sympycnus plumitarsis
Sympycnus plumitarsis är en tvåvingeart som beskrevs av Meijere 1916. Sympycnus plumitarsis ingår i släktet Sympycnus och familjen styltflugor. Inga underarter finns listade i Catalogue of Life.